# IWGP Junior Heavyweight Tag Team Championship
O IWGP Junior Heavyweight Tag Team Championship é um título de equipes de luta livre profissional que pertence a promoção New Japan Pro Wrestling (NJPW). "IWGP" é o acrônimo do órgão de governo da NJPW, o International Wrestling Grand Prix. O título foi introduzido em 8 de agosto de 1998, em um live event da NJPW. O IWGP Junior Heavyweight Tag Team Championship não é o único título de tag teams que é disputado na NJPW; o IWGP Tag Team Championship também é sancionado pela NJPW. De acordo com o site oficial da NJPW, o Junior Heavyweight Tag Team Championship é listado como "IWGP Jr. Tag Class", enquanto o IWGP Tag Team Championship é considerado "IWGP Heavy Weight Class". O título é disputado por júnior heavyweight wrestlers; o limite de peso para o título é 100 kg (220 lb) por parceiro. Sendo um campeonato de luta profissional, o título é ganho como resultado de um resultado predeterminado.
As mudanças de título ocorrem principalmente em eventos promovidos pela NJPW. The Motor City Machine Guns (Alex Shelley e Chris Sabin), que eram uma tag team da Total Nonstop Action Wrestling (TNA), derrotaram os então campeões No Limit (Tetsuya Naito e Yujiro) em 4 de janeiro de 2009, no Wrestle Kingdom III. Seu reinado durou até 5 de julho de 2009, quando foram derrotados por Apollo 55 (Prince Devitt e Ryusuke Taguchi) em um live event. Durante esse tempo, eles defenderam o título três vezes com sucesso; dois foram detidos pela TNA devido a uma relação preexistente e um acordo com o NJPW. A primeira defesa deles na TNA, uma revanche contra No Limit, ocorreu em 31 de março de 2009, nas gravações de seu programa de televisão semanal TNA Impact!. Em 19 de abril de 2009, fizeram sua segunda e última defesa na TNA no evento pay-per-view Lockdown em uma Three Way Tornado Tag Team Six Sides of Steel cage match contra No Limit e The Latin American Xchange (Hernandez e Homicide).

## Reinados
Os campeões inaugurais foram Shinjiro Otani e Tatsuhito Takaiwa, que derrotaram Dr. Wagner Jr. e Koji Kanemoto em 8 de agosto de 1998, na final de um torneio. Rocky Romero detém o recorde de mais reinados como um lutador individual, com oito. Com sete reinados, The Young Bucks (Matt Jackson e Nick Jackson) detém o maior recorde de reinados de equipes. Os quatro reinados de Gedo e Jado combinados tem ao todo 960 dias— mais do que qualquer equipe. Separadamente, Gedo e Jado estão empatados em mais reinados como campeões. A NJPW acompanha todas as defesas do título por reinado, o que é diferente da maioria das organizações de luta livre. Eles também detém o recorde por mais defesas como campeões, com 15. Gedo e Jado separadamente estão empatados em defesas totais de título por lutador. Apollo 55 (Prince Devitt e Ryusuke Taguchi) detém o recorde de mais defesas durante um reinado, com 7. O único reinado de The Great Sasuke e Jyushin Thunder Liger, o primeiro reinado de Minoru e Prince Devitt, o único reinado de El Samurai e Koji Kanemoto, o quarto reinado da Apollo 55, o único reinado de Jyushin Thunder Liger e Tiger Mask, o segundo e quarto reinado dos Young Bucks, o primeiro, segundo e quarto reinado dos Roppongi Vice (Beretta e Rocky Romero), o primeiro e segundo reinado de Matt Sydal e Ricochet e o único reinado de Roppongi 3K (Sho e Yoh) compartilham o recorde de menor número de defesas bem sucedidas, com zero. Com 348 dias, o segundo reinado de Otani e Takaiwa é o mais longo da história do título. O primeiro reinado de Minoru e Prince Devitt é o mais curto, com 21 dias. No geral, houve 55 reinados compartilhados entre 43 lutadores, que constituíram 33 equipes diferentes. Os atuais campeões são Roppongi 3K, que estão no segundo reinado individual e em equipe.